# Skanderborg-Skjern-banen
Skanderborg-Skjern-banen, også kaldet Den Jyske Midtbane, er en dansk jernbane fra Skanderborg over Silkeborg og Herning til Skjern. Banen ejes af Banedanmark og drives af to Arriva-forbindelser.

## Historie
Banen er anlagt over tre omgange. Den første del mellem Skanderborg og Silkeborg blev anlagt som en sidebane til Fredericia-Århus-banen og bygget som en kompensation, fordi denne bane ikke blev lagt over Silkeborg. Banen blev indviet 2. maj 1871.
Anden del mellem Silkeborg og Herning blev anlagt som privatbanen Silkeborg-Herning Jernbane (SHJ) i henhold til lov af af 23. maj 1873 og åbnet 28. august 1877. Banen blev overdraget til Jysk-Fyenske Jernbaner, det senere DSB, 1. november 1879, da staten ville drive banen sammen med strækningerne til Skjern og Skanderborg.
Tredje del mellem Herning og Skjern blev anlagt i henhold til lov af 16. juni 1879 og indviet 1. oktober 1881. Betingelsen for anlæggelsen var, at staten overtog SHJ.
Fra januar 2003 betjenes hele strækningen af Arriva, dels som Aarhus-Herning-Struer, dels som Herning-Esbjerg.

## Stationer og standsningsteder
- Skanderborg Station (Sd), forbindelse fra Fredericia-Århus-banen
- Alken Station (Ak), nedrykket til trinbræt
- Ry Station (Ry)
- Alling Trinbræt (Alg), blev nedlagt i 1969.
- Laven Station (La)
- Svejbæk Station (Sv)
- Sejs Trinbræt (Ses), oprettet i 1927 og nedlagt i 1971.
- Silkeborg Station (Sl), havde tidligere forbindelse ad Langå-Bramming-banen fra Langå, Silkeborg-Kjellerup-Rødkjærsbro Jernbane og Horsens-Bryrup-Silkeborg Jernbane
- Funder Station (Fu), udgangspunkt for Langå-Bramming-banen til Brande og Bramming, er nu kun en fjernstyret krydsningsstation.
- Moselund Trinbræt (Ml), nedlagt i 1979.
- Engesvang Station (Ev)
- Bording Station (Bg)
- Ikast Station (Ik)
- Hammerum Station (Hu)
- Birk Centerpark (Bic)
- Herning Station (Hr), forbindelse til Vejle-Holstebro-banen og tidligere til Herning-Viborg banen.
- Herning Messecenter (Hrm)
- Studsgård Station (Stu), nedsat til trinbræt i 1964.
- Kibæk Station (Kæ)
- Troldhede Station (Td), var endestation for Troldhede-Kolding-Vejen Jernbane, har været trinbræt siden 1973.
- Borris Station (Bs)
- Skjern Station (Sj), station har forbindelse til Den vestjyske længdebane og tidligere til Skjern-Videbæk banen.